# 大阪府道259号淡輪停車場線
大阪府道259号淡輪停車場線（おおさかふどう259ごう たんのわていしゃじょうせん）は、大阪府泉南郡岬町を通る一般府道である。

## 概要
南海本線 淡輪駅前から泉南郡岬町淡輪に至る。
南海本線 淡輪駅を西側へ出ると、すぐに信号機のある交差点があり、そこを右折して踏切を渡り、終点で旧国道26号と交差するまでの、短い府道である。

### 路線データ
- 起点：大阪府泉南郡岬町淡輪（南海本線 淡輪駅前）
- 終点：大阪府泉南郡岬町淡輪（淡輪中交差点、和歌山県道・大阪府道752号和歌山阪南線交点）
- 総延長：654 m

## 地理

### 通過する自治体
- 大阪府
  - 泉南郡岬町

### 交差する道路
| 交差する道路                          | 交差する場所 | 交差する場所        |
| ------------------------------------- | ------------ | ------------------- |
| 和歌山県道・大阪府道752号和歌山阪南線 | 淡輪         | 淡輪中交差点 / 終点 |

### 交差する鉄道
- 南海本線

### 周辺情報
- 南海本線 淡輪駅
- 岬町立淡輪小学校
- 大阪市設泉南メモリアルパーク